# Aletta van Manen

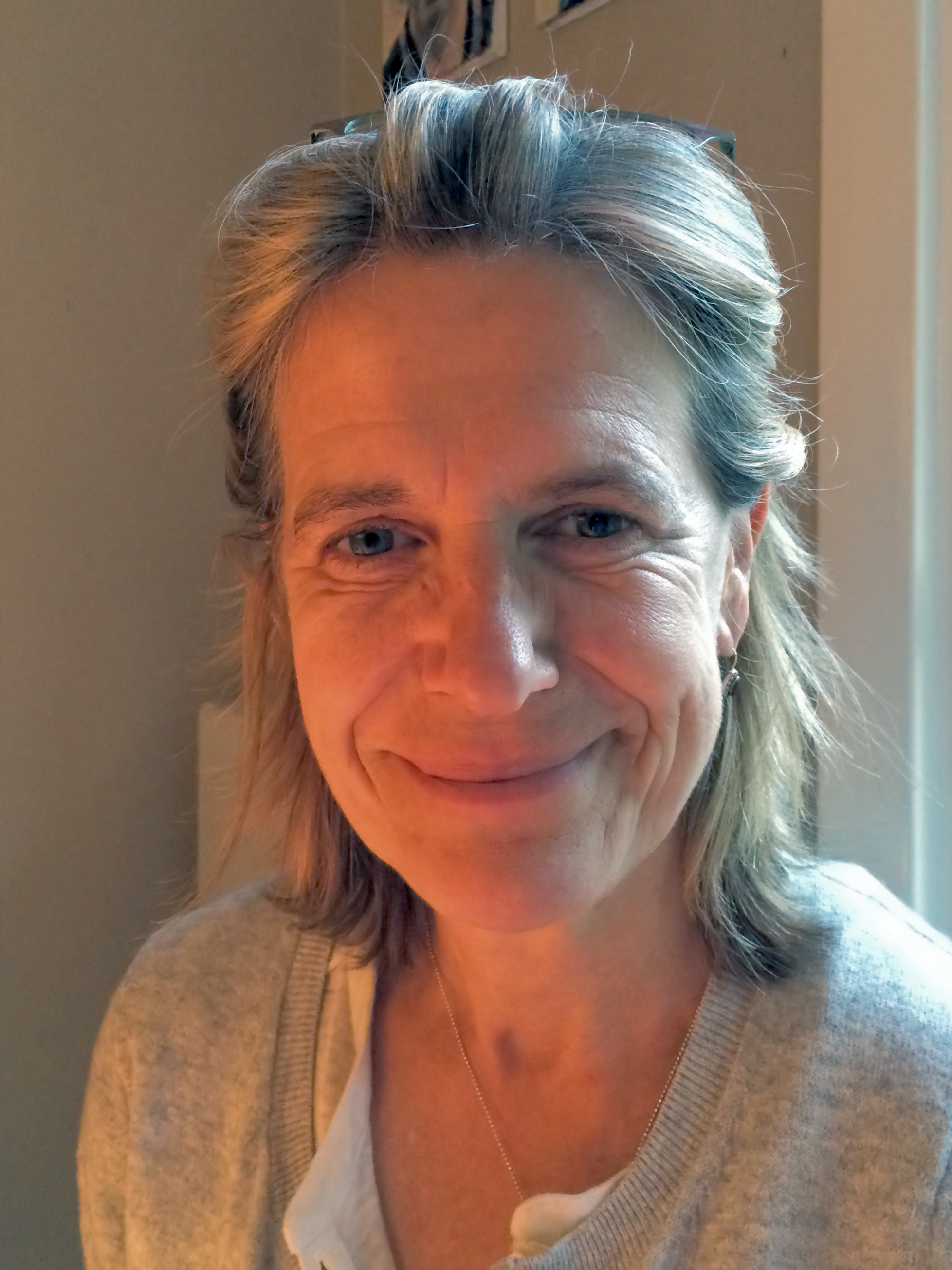
Aletta van Manen

Aletta van Manen, född den 20 oktober 1958 i Wageningen, Nederländerna, är en nederländsk landhockeyspelare.
Hon tog OS-guld i damernas landhockeyturnering i samband med de olympiska landhockeytävlingarna 1984 i Los Angeles.
Därefter tog von Manen OS-brons i damernas landhockeyturnering i samband med de olympiska landhockeytävlingarna 1988 i Seoul.